# Virus otroške ohromelosti
Virus otroške ohromelosti (paralize) ali poliovirus, povzročitelj otroške bolezni, imenovane otroška ohromelost, je humani enterovirus, predstavnik družine pikornavirusov. Zgrajen je iz RNK-genoma in beljakovinskega plašča. Genom predstavlja enoverižna RNK, dolžine okoli 7500 nukleotidov. Virusni delec meri v premeru okoli 30 nanometrov in je ikozaedralno someren. Zaradi kratkega genoma in enostavne sestave (vsebuje le RNK, nima virusne ovojnice), virus otroške ohromelosti velja za najenostavnejši klinično pomemben virus.
Prva sta ga osamila Karl Landsteiner in  Erwin Popper leta 1909. Leta 1981 sta dve neodvisni raziskovalni skupini objavili virusov genom. Virus otroške ohromelosti je eden od najbolj raziskanih in je postal uporaben model pri razumevanju biologije virusov RNK.